# Exomala succincta
Exomala succincta är en skalbaggsart som beskrevs av François Louis Nompar de Caumont de Laporte 1840. Exomala succincta ingår i släktet Exomala och familjen Rutelidae. Inga underarter finns listade i Catalogue of Life.